# رستملی (یولاخ)
رستملی (به ترکی آذربایجانی: Rüstəmlı) منطقه‌ای مسکونی در جمهوری آذربایجان است که در شهرستان یولاخ واقع شده‌است. رستملی ۸۶۲ نفر جمعیت دارد.